# Arichanna chiachiaria
Arichanna chiachiaria är en fjärilsart som beskrevs av Charles Oberthür 1897. Arichanna chiachiaria ingår i släktet Arichanna och familjen mätare. Inga underarter finns listade i Catalogue of Life.